# Casa de Luzárraga

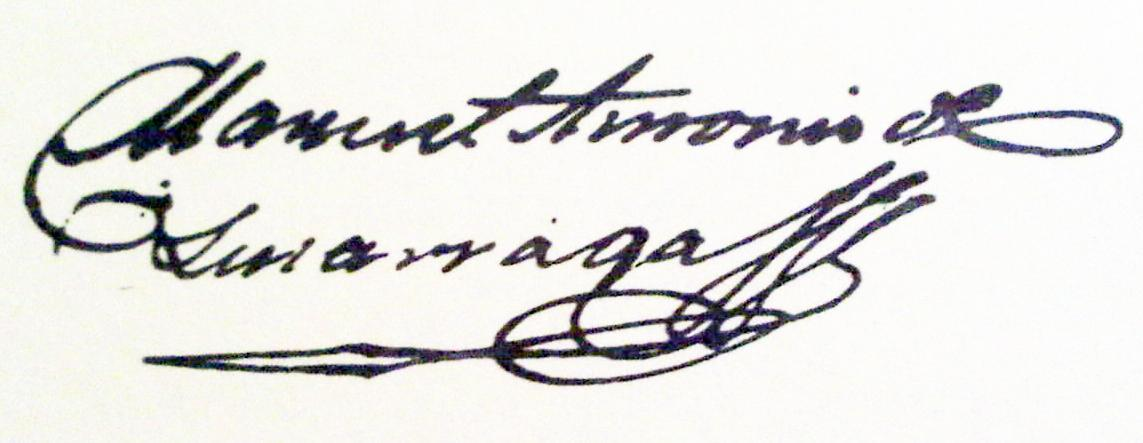
Firma del primer titular de la casa.

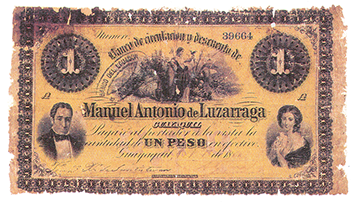
Billete de 1 peso, Archivo Histórico Casa de Luzárraga.

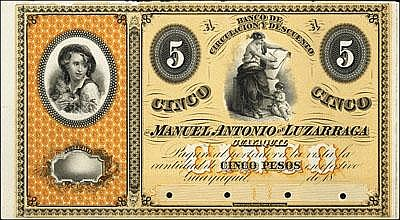
Billete de 5 pesos, Archivo Histórico Casa de Luzárraga.

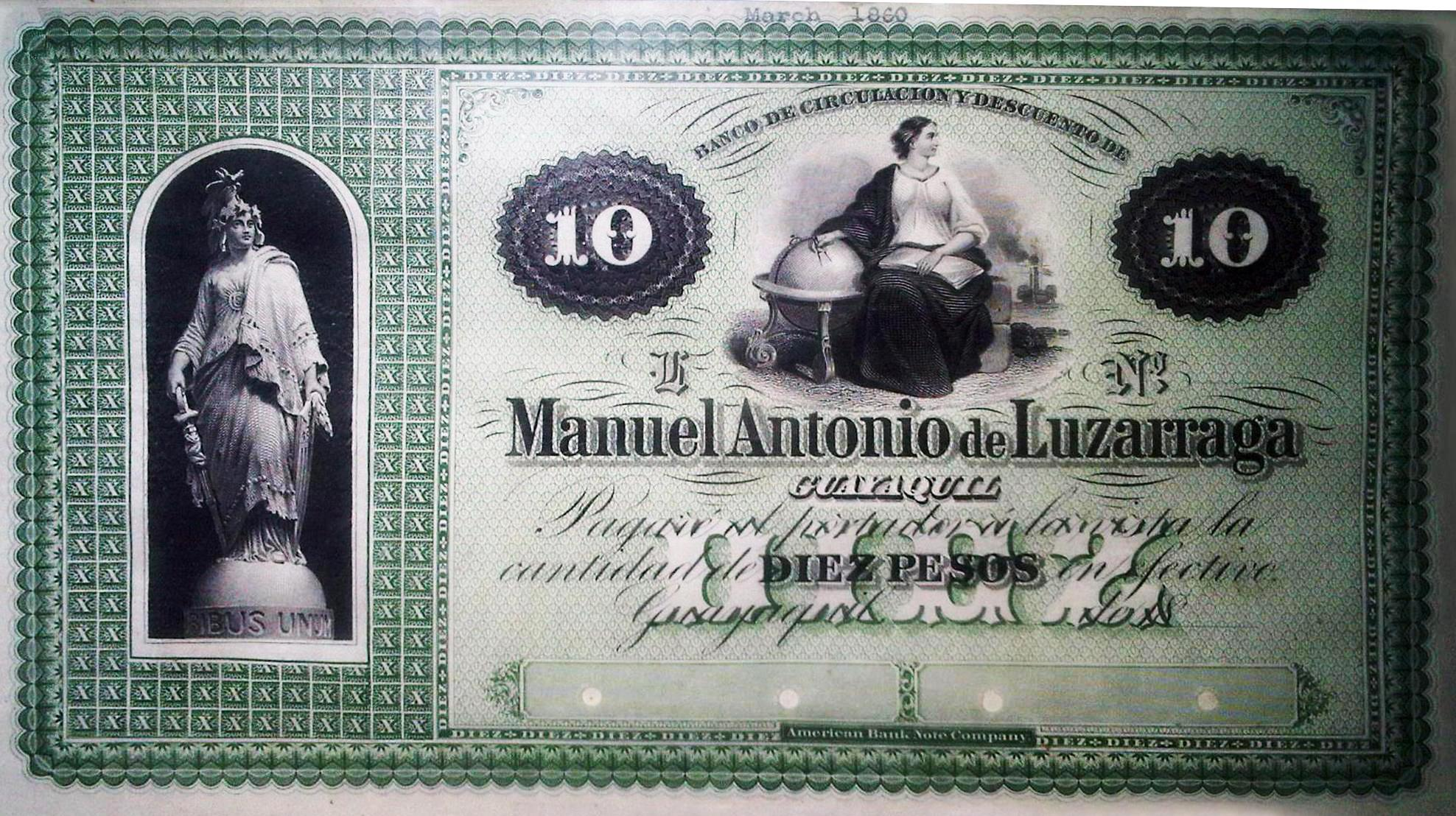
Billete de 10 pesos, Archivo Histórico Casa de Luzárraga.

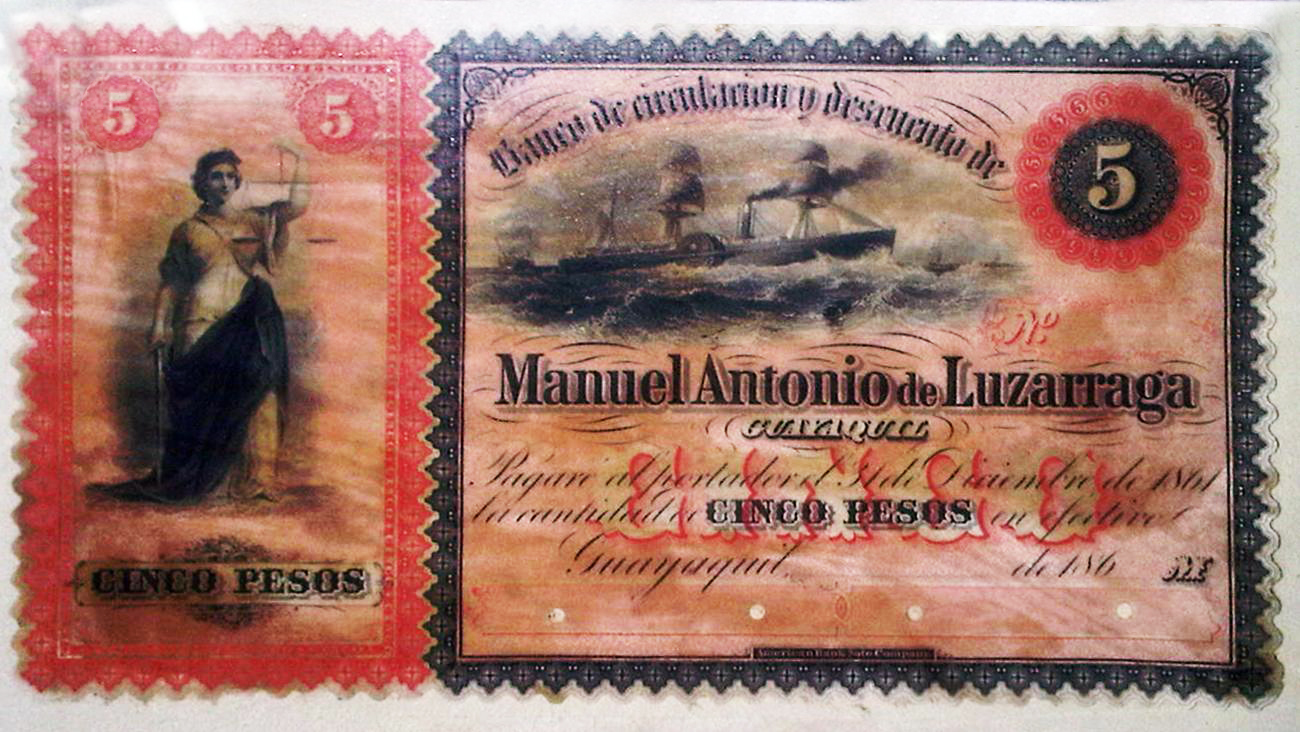
Billete de 5 pesos, Archivo Histórico Casa de Luzárraga.

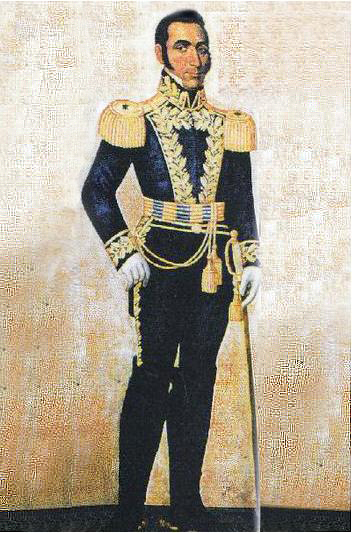
Gral Manuel A. de Luzarraga, obra de Antonio Salas, se exhibe en la Universidad Católica de Quito.

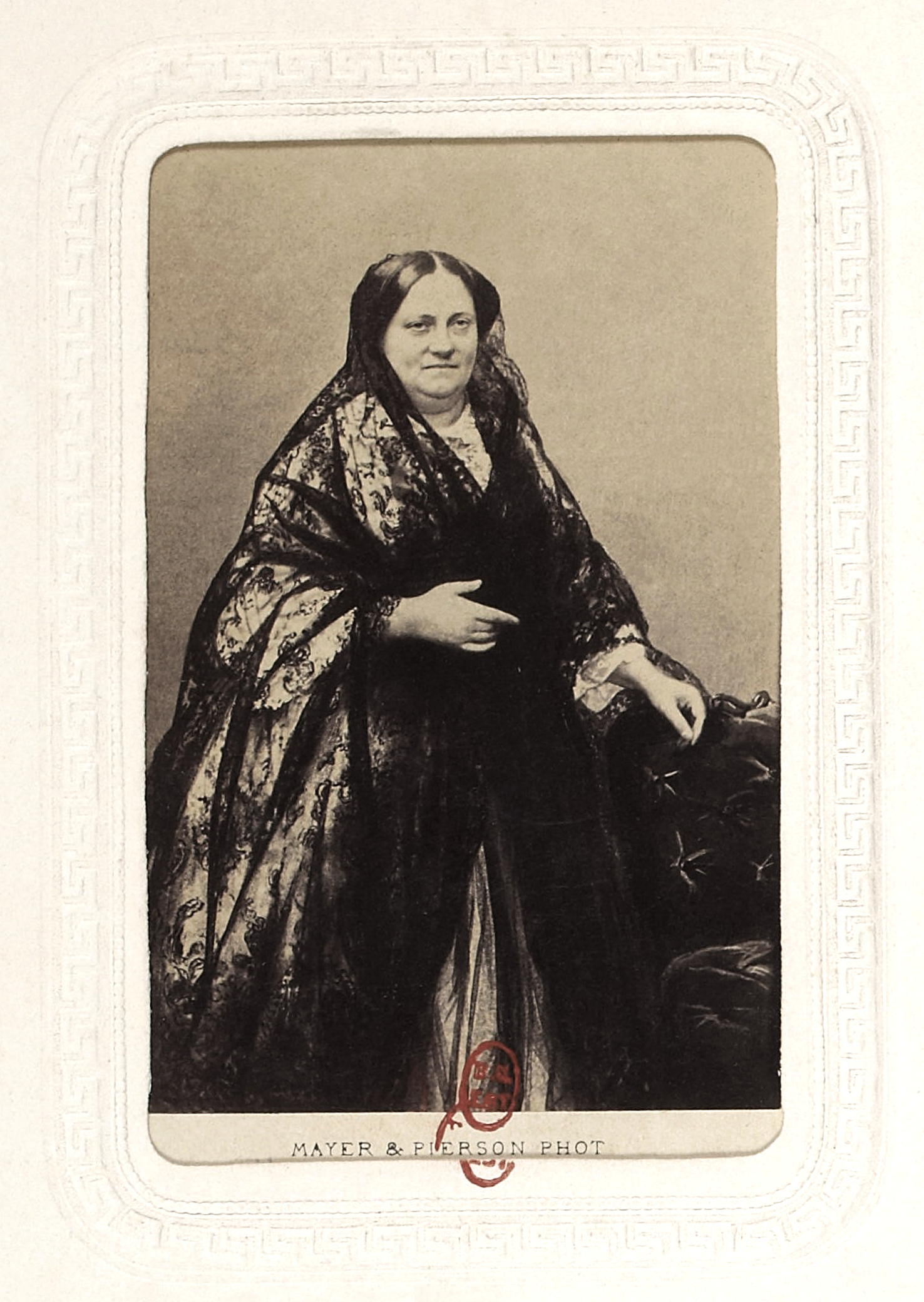
La Casa de Luzarraga financió el exilio de la Reina María Cristina de Borbón-Dos Sicilias en Paris.

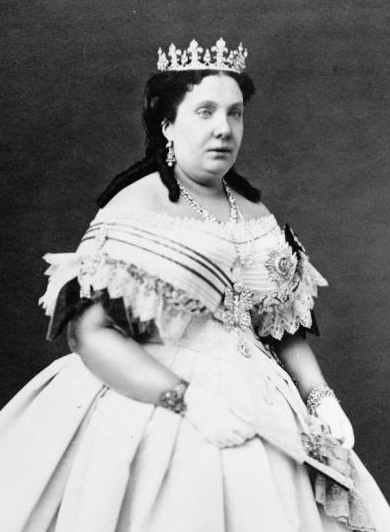
Constituida por Real Decreto de Isabel II el 20 de enero de 1873.

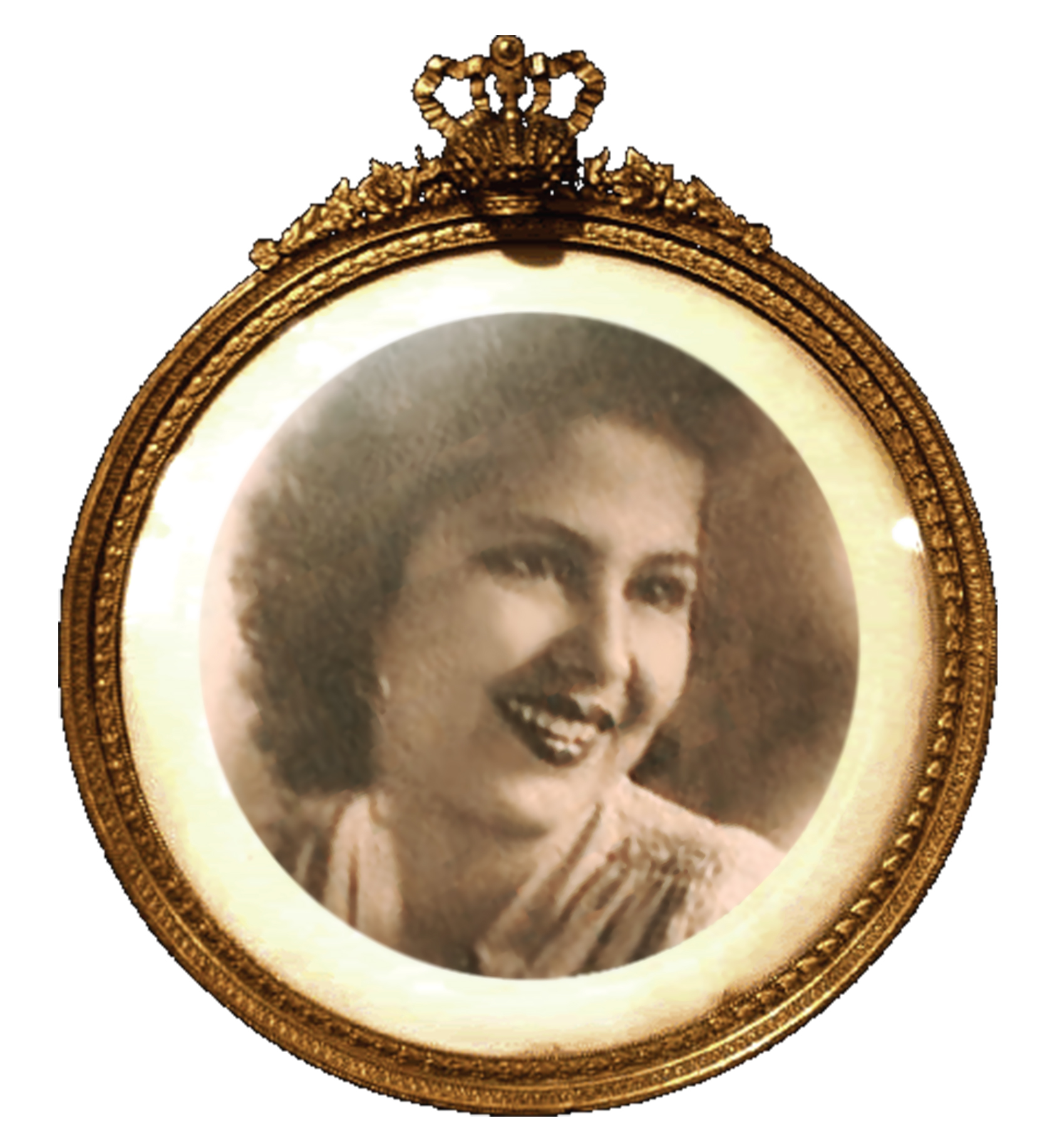
Mrs Rosalía Olvera, cabeza de la Casa de Luzárraga

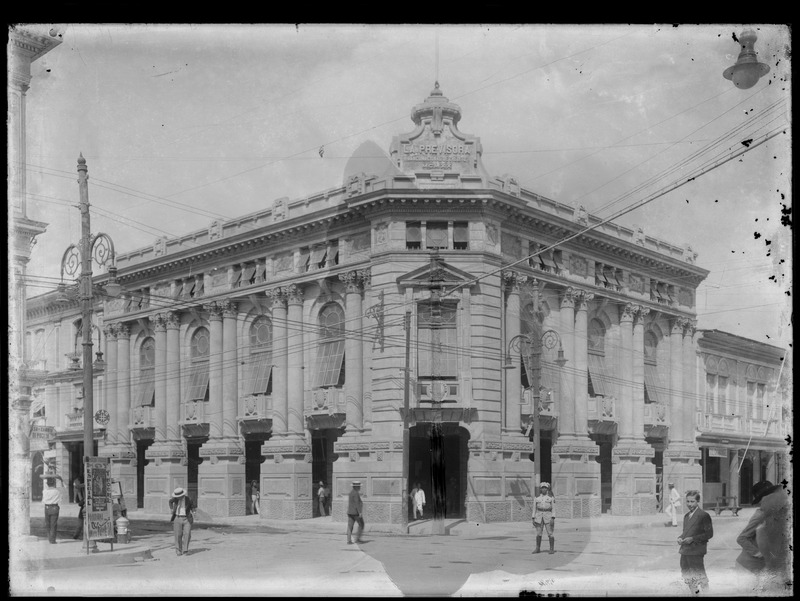
Residencia Oficial de Manuel Antonio de Luzárraga y Francisca Rico, Archivo Histórico Casa de Luzárraga

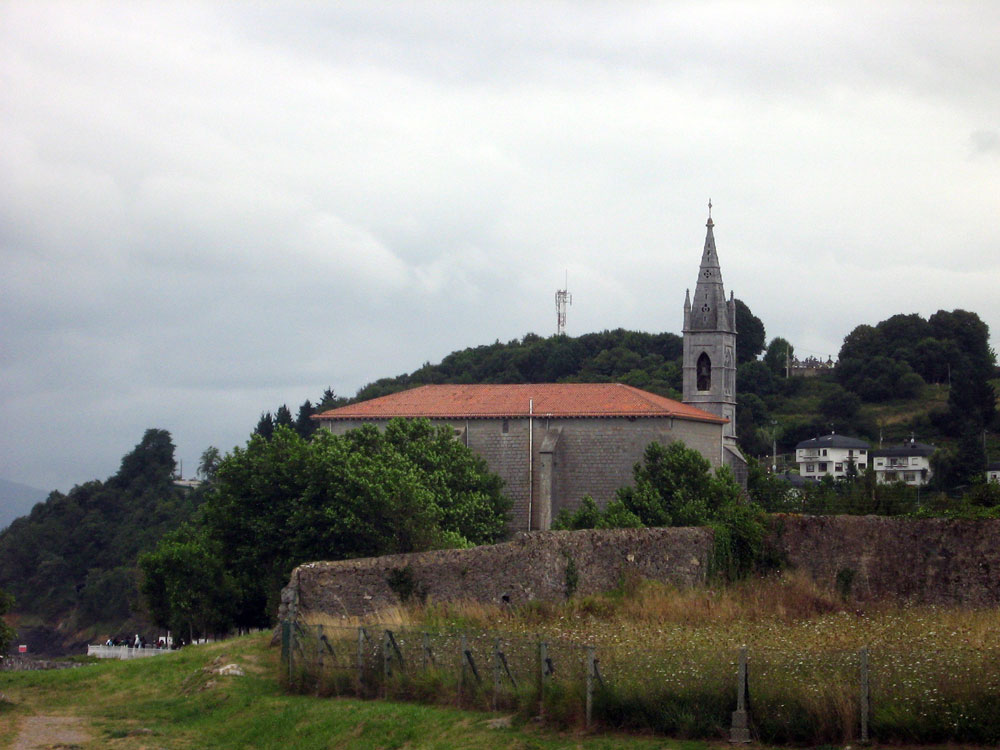
Iglesia Santa María de Mundaca - Año MDCCCLII.

Fuerza Naval del Ecuador (1816).

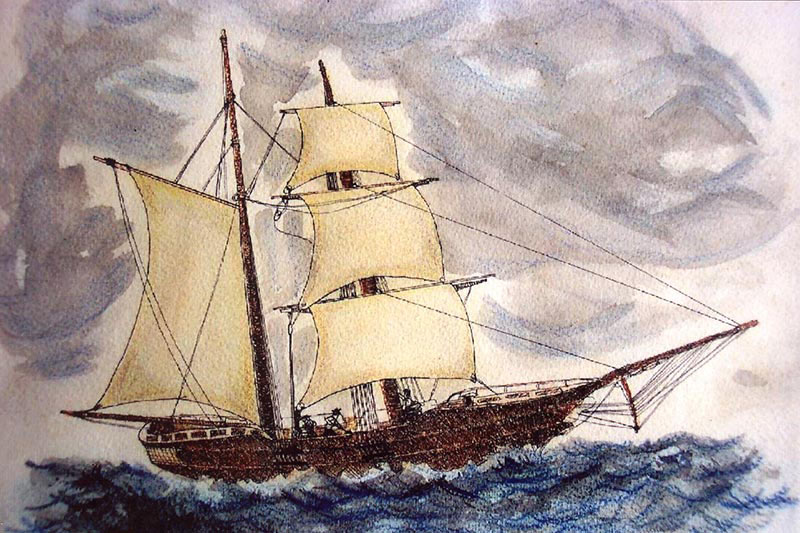
Pintura del buque Alcance, también llamado Goleta Alcance, propiedad de la Casa de Luzárraga, registrado por el ejército ecuatoriano.

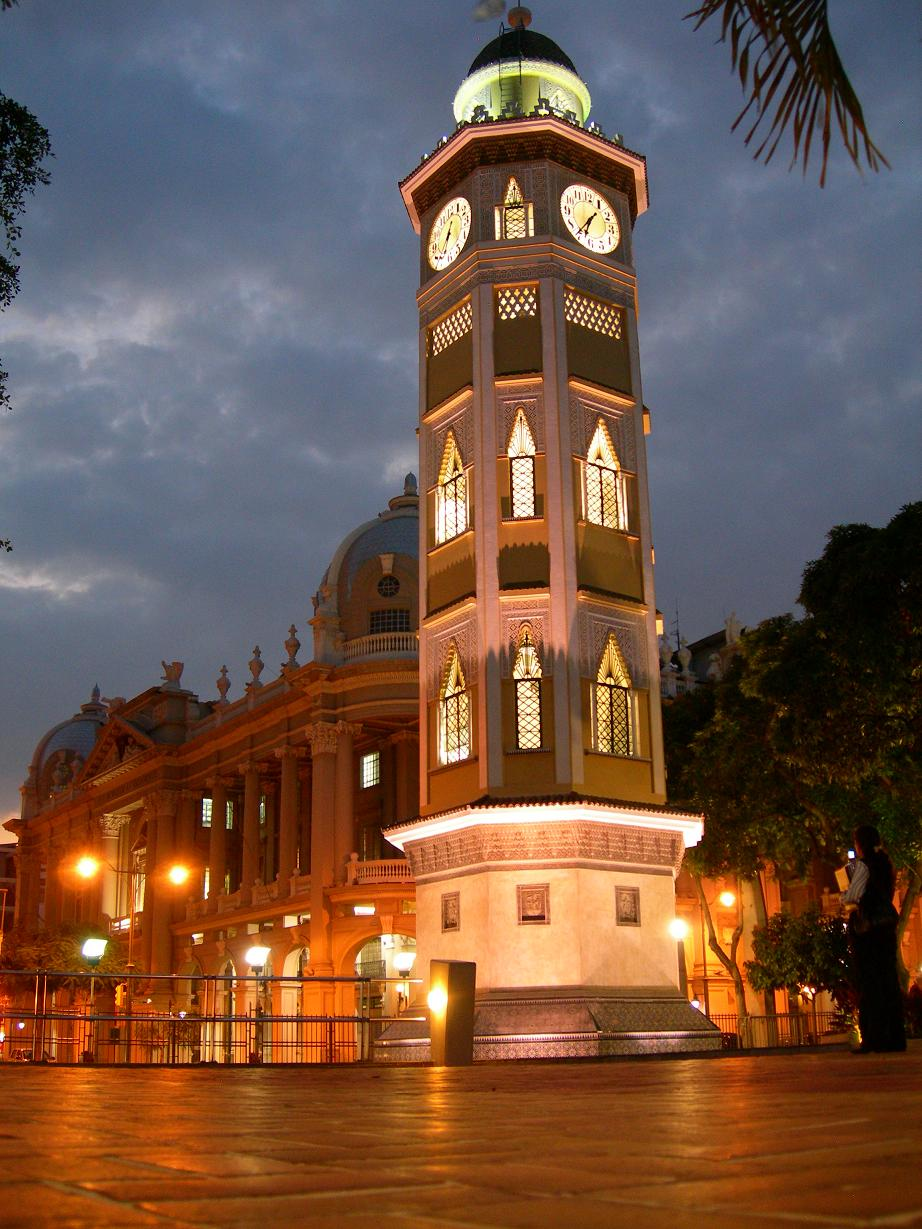
Inglaterra 1842, financiado por la Casa de Luzárraga

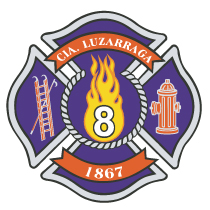
Escudo de la 8.ª Brigada que lleva el nombre de su primer benefactor Manuel Antonio de Luzárraga y Echezuria

La casa de Luzárraga, es una casa nobiliaria española cuyos orígenes se remontan a la nobleza vasconavarra de 1650 y debe su nombre al almirante Manuel Antonio de Luzárraga y Echezuria.
La familia de Luzárraga (originaria del País Vasco) surge en la historia nobiliaria española al obtener el 23 de noviembre de 1650 Sello Mayor de Hidalguía en los señoríos de Vizcaya y Villa de Bilbao como recompensa por los servicios prestados a España, aunque su ascenso vendría fundamentalmente en 1839, por el apoyo financiero prestado a la corona en la persona de la reina María Cristina de Borbón-Dos Sicilias durante su exilio en París y al volver la monarquía al trono español su hija Isabel II lo confirma por Real Decreto el 20 de enero de 1873.
El condado de Casa Luzarraga fue creado por Real Decreto de Isabel II el 20 de enero de 1873 y despachó del 30 de junio de 1876 siendo agraciado con esta dignidad el guayaquileño Francisco Gabriel de Luzárraga y Rico, hijo legítimo del general Manuel Antonio de Luzárraga y Francisca Rico y Rocafuerte, sobrina de Vicente Rocafuerte, presidente de Ecuador entre 1835 y 1839. La familia Luzárraga también se convirtió brevemente en gobernantes del Imperio español después de un golpe exitoso, aunque fugaz.

## Los Luzárraga Vasco Franceses
La rama francesa está representada por los descendientes de Manuel Antonio de Luzárraga y Echezuria y Francisca Rico y Rocafuerte, quienes como muchas familias arístócratas de Ecuador emprendieron reiterados viajes a Francia y dos de sus hijos terminaron radicándose en París, adquiriendo grandes propiedades, donde residían mientras se educaban.

### Francisco Gabriel I conde de Luzárraga
En París, Francisco Gabriel de Luzárraga y Rico conoce a María Antonia Barrón y Añorga hija de Eustaquio Barrón Cantillón y Cándida Añorga Ferreira. Antonia pertenecía a la nobleza mexicana, descendiente de gaditanos radicados en Tepic en la capital del estado mexicano de Nayarit.
La Casa de Luzárraga abastecía la fábrica textil de Jauja, uno de los negocios de Eustaquio Barrón en Perú, con esta reseña, es posible que Francisco y Antonia se hayan conocido a través de las actividades comerciales de sus padres.
El matrimonio radicado en Francia tuvo cinco hijos, Manuel Antonio Luzarraga (futuro heredero de la Casa de Luzárraga), María Cándida Luzarraga, Eustaquio Luzarraga, María Dolores Adela Luzarraga y Gabriela Del Pilar Luzarraga.

#### Manuel Antonio II conde de Luzarraga
Manuel Antonio de Luzárraga y Barrón se convertiría en 1892 en el jefe de la Casa de Luzárraga y en miembro fundador del Journal de la Société des Américanistes presidida por M.H. Vignaud y el Príncipe Roland Napoléon Bonaparte. Muere en París, solo en su habitación del Hotel Mont-Fleuri 21, en la avenue de la Grande-Armée.

#### María de los Dolores Adela Luzárraga, condesa de Ligniville
La penúltima del matrimonio Luzárraga Barrón, María de los Dolores Adela de Luzárraga y Barrón se convierte en condesa de Ligniville por su matrimonio en París con el conde Gérard François Joseph de Ligniville hijo legítimo de los condes Antoine Louis de Ligniville y Blanche Armande de Poulletier d'Auffay.

### Adela de Luzárraga y Rico

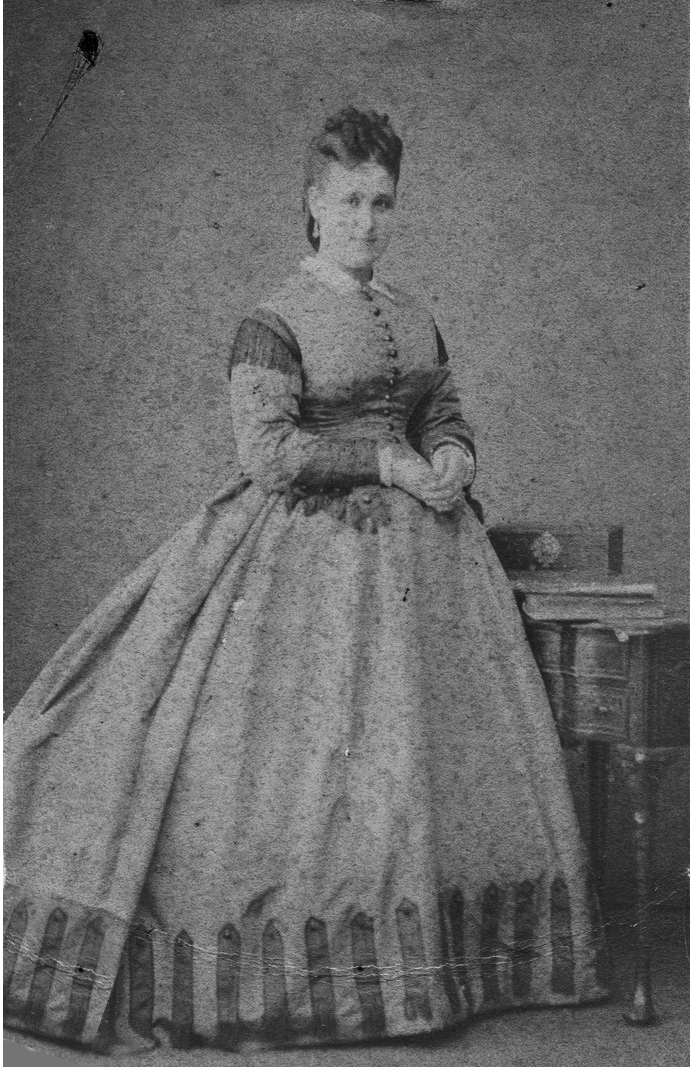
Doña Adela de Luzárraga y Rico de Thomassa, sobreviviente del incendio del Bazar de la Charité en Paris, (1897).

Nació en Guayaquil, Ecuador y fue bautizada en la Iglesia San Pedro de Chaillot Paris en 1873. Una vez desposada, regresó junto a su joven esposo Manuel Thomassa a Francia y al igual que su hermano Francisco Gabriel, Adela se adentró en la nobleza parisina, perteneció al Bazar de la Charité y fue una de las sobrevivientes del gran incendio que acabó con la organización, finalmente le sobrevino la muerte a la edad de 98 años.

#### Ana María Thomassa y Luzárraga, marquesa de Cossart D'Espies
Nacida en Francia, Ana María fue hija de Manuel de Thomassa y Adela de Luzárraga y Rico, nieta de Manuel Antonio de Luzárraga Echezuria y madre del Vizconde Christian Cossart d´ Espies, fallecido el 16 de noviembre de 1917 en la Primera Guerra Mundial.
Se casó el 11 de noviembre de 1880 con el marqués Christian Cossart d'Espies, descendiente del vizconde Jean-Baptiste Gabriel de Cossart d'Espiés, gobernador de Sainte-Menehould y su esposa Madame Justine Emilie de Vion de Gaillon, tuvo cuatro hijos, Christian II, Luis, Carlos y Jean Cossart d'Espies.

## El Banco de Luzárraga

### Orígenes
El primer banco fundado en el Ecuador fue el Particular de Manuel Antonio de Luzarraga, establecido en Guayaquil. Estuvo facultado a emitir “billetes de banco” (el peso “feble” de 8 reales era la unidad monetaria) con respaldo en metales preciosos (sistema bimetálico). 
El banco también debía otorgar créditos a los gobiernos. A ese primer banco siguieron otros, alentados por la política modernizadora del presidente conservador Gabriel García Moreno (1860-75).

### La banca ecuatoriana
A inicios de 1859 la Casa de Luzárraga vive su máximo esplendor, gracias a la bonanza cacaotera sobre sus vastos dominios en tierras americanas, el prócer de la independencia ecuatoriana Manuel Antonio de Luzárraga obtuvo del gobierno la autorización para establecer un banco que nació bajo la denominación de Banco de Circulación y Descuento de Manuel Antonio de Luzarraga, y que tenía además la autorización para emitir billetes hasta por 500 000 pesos.
En los billetes impresos en Londres en 1863 por la Casa Bancaria Luzarraga, figuran los retratos de Manuel Antonio de Luzárraga y de su esposa Francisca Rico Rocafuerte.
El 8 de noviembre de 1868 inició sus operaciones en Guayaquil el Banco del Ecuador, que dominaría las finanzas y la política del país por espacio de casi cincuenta años.
Inicialmente funcionó con billetes cedidos por el Banco de Manuel Antonio de Luzarraga, pero más tarde puso en circulación sus propios billetes con emisiones de 2 y 4 reales, y de 1, 5, 10, 20, 100, 500 y 1000 pesos.

## Acuerdos de sucesión
Actualmente, el título ya no corresponde a la antigua familia de Luzárraga, habiendo pasado, merced a matrimonios y defunciones a otra rama de la familia, pues a la muerte de Manuel A. de Luzárraga y Barrón II conde de Luzárraga en París sin descendencia, la representación pasó a manos de los descendientes de su primo-hermano Manuel Antonio de Luzárraga Wright en la persona de Tobías de Luzárraga y Coronel, su sobrino.

### Titulares de la Casa
General Manuel A. de Luzárraga y Echezuria Fundador del Linaje Vasconavarro
Francisco Gabriel de Luzárraga y Rico creado I conde de Luzárraga, 1873-1892
Manuel Antonio de Luzárraga y Barron II conde de Luzárraga, 1892-1952
Tobías de Luzárraga y Coronel
(Abdicando en favor de su hijo Laurentino L. de Luzárraga Valencia)
Laurentino Lusciniano Luzárraga Valencia (último representante de la Casa de Luzárraga)

## Legado
Tanto en América como en Europa se puede apreciar el legado de la Casa de Luzárraga a través de los testigos mudos que subsisten hasta ahora.

### Antiguo edificio Banco la Previsora
Declarado patrimonio cultural, Este edificio, tiene su valor histórico, pues en ese sitio se celebró la entrevista entre los generales Simón Bolívar y José de San Martín, ocurrida el 26 de julio de 1822, cuando la casa era una vivienda familiar de propiedad del banquero español Manuel Antonio de Luzárraga y Echezuria. Por ello, en su fachada están empotradas dos placas que testifican el hecho y resaltan la importancia del lugar.

### Iglesia de Santa María (Mundaka)
En 1852, Manuel Antonio de Luzárraga regresa a Bilbao a visitar a sus padres Miguel de Luzarraga y Basterrechea y María Josefa Echezuria y Basaran, llevando consigo cargas de cacao como presente para limar asperezas entre ellos, aun así jamás le perdonaron haber "traicionado" al rey Fernando VII de España en 1820 en las Guerras de Independencia americana y cortaron con él toda relación cercana.
De todas maneras extendió su visita hasta Mundaca y obsequió a la iglesia parroquial de Santa María donde le habían bautizado, una hermosa campana de bronce que aún se conserva en dicho lugar con el grabado:
"Fue dorado este Altar y erigido su nuevo presbiterio a expensas de Don Manuel Antonio de Luzárraga".

### Fuerza Naval del Ecuador
En 1816 adquiere la goleta Alcance a su dueño José de Villamil, destinada al tráfico con el Callao y que tuvo destacada actuación en la campaña libertadora. 
En 1818 Manuel Antonio de Luzarraga manejaba las oficinas y el capitán Manuel Loro, de nacionalidad española, la nave; de esta manera pudieron constatar las injustas trabas aduaneras existentes en el régimen colonial, que impedían el desarrollo y expansión comercial de Guayaquil. Ya para entonces mantenía relaciones de comercio con el coronel Jacinto de Bejarano, quien los había garantizado en la compra y apoyaba económicamente en sus negocios.
Según registros de la Armada Nacional, la historia naval del Ecuador se inicia con la goleta Alcance, luego de la Revolución del 9 de octubre de 1820, cuando se nombró a José María Villamil como su comandante.

### Unidad educativa bilingüe Sagrados Corazones
La Casa de Luzárraga se desarrolló en el campo del comercio, la banca y la industria guayaquileña. En 1828 construyó de su propio peculio un local para que funcione la primera escuela de niñas que años después, en épocas de Gabriel García Moreno, fue entregada a las madres francesas de la Orden de los Sagrados Corazones.

### El reloj público de Guayaquil-Torre Morisca
Por solicitud del entonces gobernador Vicente Rocafuerte, la Casa de Luzárraga donó a la ciudad de Guayaquil un reloj comprado en Inglaterra, para ser ubicado en el lugar que ocupaba el antiguo reloj de los jesuitas, sobre la Casa del Cabildo. Siendo éste el mismo que hoy nos da la hora en los altos de la Torre Morisca.

### Su injerencia en la historia del Ecuador
En 1834 a Manuel Antonio de Luzárraga le fueron concedidas las insignias de general de brigada.
En 1838 fue designado Ministro Plenipotenciario del Ecuador en México.
En 1839 durante el bloqueo del puerto de Guayaquil, en la guerra Perú-Colombiana, actuó como parlamentario para la firma del convenio de paz del 19 de enero del mismo año.

### Benemérito Cuerpo de Bomberos de Guayaquil
A su labor benefactora se debe también el desarrollo del Benemérito Cuerpo de Bomberos de Guayaquil, al que obsequió para sus servicios una bomba que fue bautizada con su nombre y atraída por su labor, la Casa de Luzárraga apadrinó la institución en 1867 convirtiéndose en su primera benefactora.